# Ewald Plachutta
Ewald Plachutta (* 16. Juni 1940 in Wien) ist ein österreichischer Koch und Kochbuchautor. Er war Inhaber mehrerer Spitzenrestaurants.

## Leben
Ewald Plachutta zog 1945 mit seinen Eltern nach Mautern in der Steiermark, in die Heimat seiner Mutter. Nach der Schule begann er eine Kochlehre im Grand Hotel Wiesler in Graz. Mit 21 Jahren wurde er Küchenchef des Hotels Astoria in Wien. Bei der Kocholympiade 1968 in Frankfurt am Main errang Plachutta als Mitglied und Equipechef der Österreichischen Kochnationalmannschaft die Goldmedaille und einen Sonderpreis.
1991 wurde er von Gault-Millau zum Koch des Jahres gekürt. Im darauffolgenden Jahr wurde er mit drei Hauben ausgezeichnet und erhielt von A La Carte Österreich die Trophee Gourmet. 1993 wurde Ewald Plachutta ein Michelin-Stern verliehen. Er gilt als Koch, der eine Renaissance der traditionellen Wiener Rindfleischküche mit ihrem klassischen Gericht Tafelspitz einleitete.
Im Jahr 2003 wurde ihm das Goldene Ehrenzeichen der Stadt Wien überreicht, 2005 wurde ihm der Berufstitel Professor verliehen. 2013 wurde er vom Weinjournal Falstaff für sein Lebenswerk ausgezeichnet. 2020 erhielt er von Bürgermeister Michael Ludwig den Goldenen Rathausmann.
Er ist verheiratet und hat erwachsene Kinder. Seine Frau arbeitete mit in den Lokalen. Sohn Mario, Koch und Gastronom, leitet nun die Lokale.

## Restaurants

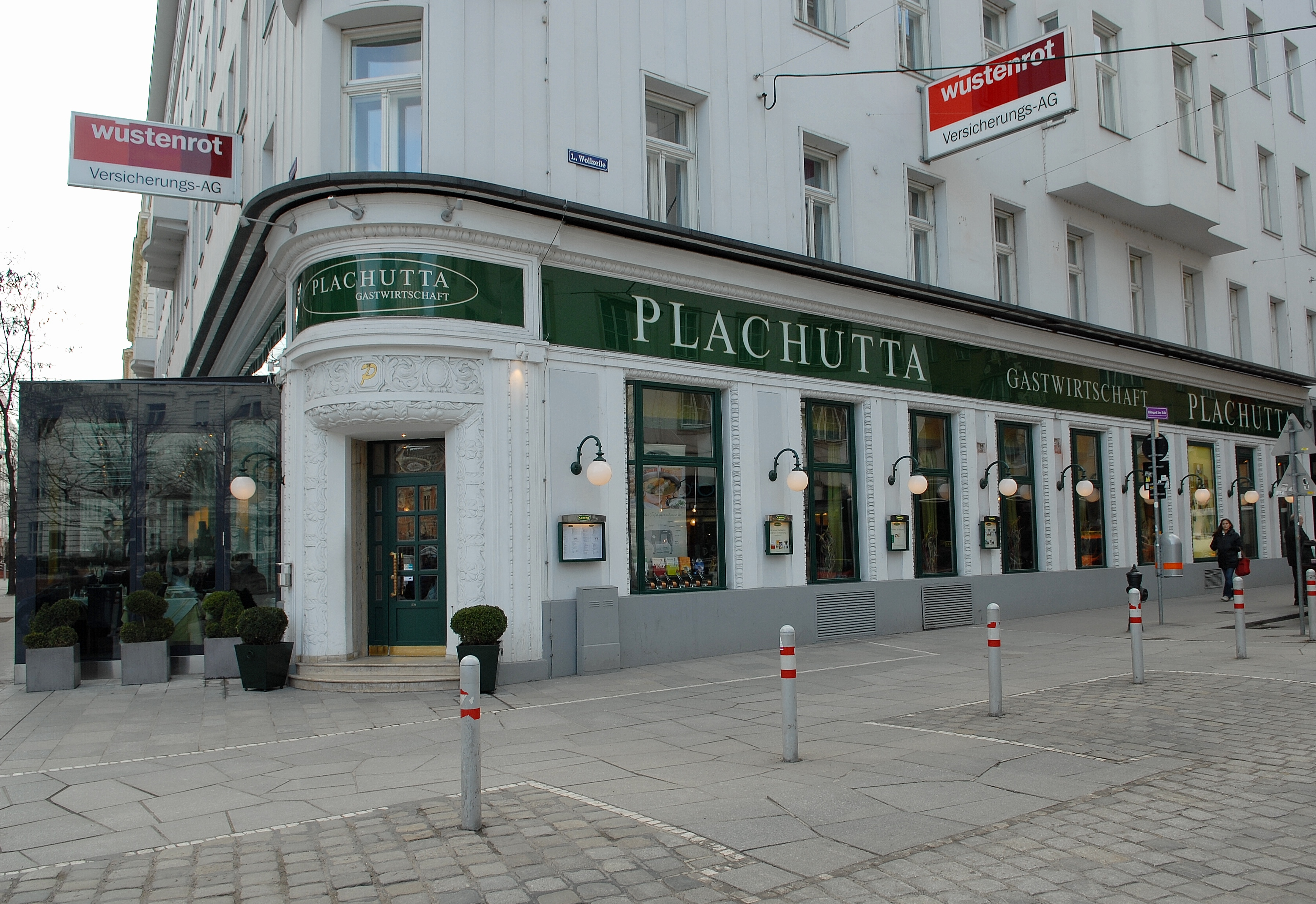
Restaurant Plachutta in der Wollzeile 38

Durch den Kauf des Wiener Spitzenrestaurants 3 Husaren machte sich Plachutta 1979 selbstständig. Bei den Restaurants Grotta Azzurra und Hietzinger Bräu war Plachutta Miteigentümer, letzteres, 1987 eröffnet und mittlerweile Plachutta Stammhaus Hietzing genannt, übernahm er 1993 als Alleininhaber. Im selben Jahr wurde das Plachutta Wollzeile in der Wiener Innenstadt und im darauffolgenden Jahr das Plachutta Nussdorf in Wien-Döbling von seinem Sohn Mario Plachutta eröffnet.
2014 geriet das Unternehmen wegen der Behandlung von Arbeitnehmern und rechtlich nicht konformer Entlassungen in die Medien.

## Sonstiges
Plachuttas Tochter Daniela war von 1999 bis 2006 mit dem Politiker Heinz-Christian Strache, von 2017 bis 2019 österreichischer Vizekanzler, verheiratet.

## Veröffentlichungen (Auswahl)
- Ewald Plachutta, Christoph Wagner: Die gute Küche. Das österreichische Jahrhundert-Kochbuch. Orac, Wien u. a. 1993, ISBN 3-7015-0310-9.
- Ewald Plachutta, Christoph Wagner: Die gute Küche. 2. Teil, 2002. ISBN 3-85498-145-7.
- Ewald Plachutta: Kochschule. Die Bibel der guten Küche. Brandstätter, Wien 2007, ISBN 978-3-85033-034-3.
- Eckart Witzigmann, Ewald Plachutta: Kochschule. Teil 2. Noch mehr einfach gute Rezepte. 1. Auflage/veränderte Ausgabe. Brandstätter, Wien 2009, ISBN 978-3-85033-227-9.